# The Helleniad

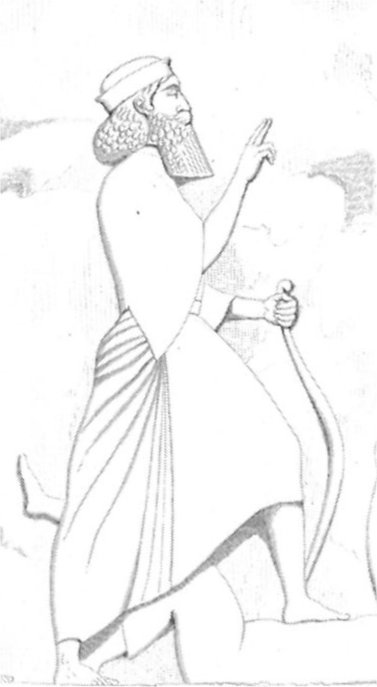
Król perski Dariusz I, odrys płaskorzeźby naskalnej

The Helleniad – epos angielskiego poety George'a McHenry'ego z Liverpoolu, opublikowany w Londynie 1850 nakładem oficyny Simpkin, Marshall, and Co., przy współudziale D. Marplesa z Liverpoolu. Ukazała się pierwsza część poematu, zatytułowana The Wrath of Darius (Gniew Dariusza). Utwór opowiada o wydarzeniach związanych z kolejnymi inwazjami armii perskiej na starożytną Grecję. Utwór jest napisany wierszem białym (blank verse).
IN Chehl-Menár's grand palace, by the Greeks

Yclept Persepolis, in olden days,

Before a sumptuous altar stood the great

Darius, king of Persia, by a crowd

Of Achaemenian princes, satraps, wives,

And concubines attended, while a crowd

Of priests, in stoles magnificent arrayed,

The praise of Ormuzd sung.
Utwór został zrecenzowany w piśmie The United States Magazine and Democratic Review (Tom 29).